# 新圣埃伦娜
新圣埃伦娜是巴西马托格罗索州的一个市镇。总面积2627.835平方公里，总人口3368人，人口密度1.3人/平方公里。